# Paracycnotrachelus moluccarum
Paracycnotrachelus moluccarum es una especie de coleóptero de la familia Attelabidae.

## Distribución geográfica
Habita en Célebes y Sumba en (Indonesia).